# Бургред (король Мерсии)
Бургред (англ. Burgred) — король Мерсии (852—874).

## Биография
Бургред был избран королём Мерсии в 852 году, по решению витенагемота (совета старейшин). Он заключил союз с Этельвульфом Уэссекским для совместного набега на Северный Уэльс и взял в жёны его дочь Этельсвиту. В 868 году, испугавшись активности датчан, захвативших Ноттингем, он вновь обратился за помощью к Уэссексу. До серьёзного столкновения дело не дошло, но викинги прекратили наступление. Однако в 874 году датчане напали на Мерсию, захватили Рептон и свергли Бургреда. Смирившись с поражением, бывший король отправился в паломничество в Рим, где умер несколько лет спустя. Его гробница находится в церкви Святой Марии при Английской школе в Риме.